# Burg Ellhaus
Die Burg Ellhaus, auch Burg Milchling oder Edelhaus genannt, ist eine Wasserburg am linken Ufer der Lumda im Staufenberger Stadtteil Treis an der Lumda im Landkreis Gießen in Hessen.

## Lage
Die Burg liegt genau gegenüber der Burg Treis, deren Reste sich auf der anderen Seite, dem nördlichen Ufer der Lumda befinden.

## Geschichte
Genaue Angaben zur Gründung der Burg liegen nicht vor. Baugeschichtlich kann vermutet werden, dass die Herren von Schutzbar genannt Milchling die Burg im 13. oder 14. Jahrhundert als viereckigen spätgotischen Wohnturm erbauen ließen. Der „Alter Stock“ genannt Wohnturm ist mit rund 1,8 Meter dicken Mauern versehen. Von den zwei sich um 1403 in eine ältere und eine jüngere Linie geteilten Schutzbar genannt Milchling erweiterte die ältere und wohl reichere Linie um 1679 die Burg um den „Neuen Stock“ (auch „Burg am Wasser“ genannt). Schon zwischendurch war der alte Burgteil wohl schon wieder verfallen. Ein 1584 zwischen den Brüdern Caspar und Hans Schutzbar gen. Milchling zu vermittelnde Ganerbenschaft (Burgteilung) wird vom landgräflich-hessischen Beamten wie folgt beschrieben:

„Burgksitz, aber welcher jezo verfallen und davon mehr nicht übrig ist, dann ein blosser Mauernstock, in die Längde ongevehr 60, in die breyde 38 Schuck haltend, gelegen, mit einem viereckigen Plaz ringsherumb, ongevehr in die 30 schuch weniger oder mehr breyt, wie auch in einem Wassergraben beynahe 30 Schuch weit umbgraben, in zu demselben Burgksiz gehören der Vorhof oder hofstede, darauf ezlich scheuren und stel gebauet. Item ezlich garten wie die mit einem graben umbringet gewesenm und umb den mit dem Wassergraben berfriedigten Mauernstock gelegen sind.“

Nachdem der Wohnturm lange Zeit Ruine war, kam er in Privatbesitz und wurde restauriert.